# کوجی کیامورا
کوجی کیامورا (انگلیسی: Koji Kimura؛ زادهٔ دسامبر ۱۹۴۰) یک بازیکن تنیس روی میز اهل ژاپن است.
وی در مسابقات کشوری و بین‌المللی در مجموع برنده ۷ مدال طلا، ۵ مدال نقره، ۱ مدال برنز شده‌است.